# Mozilla Calendar
Mozilla Calendar is een opensourcesoftware-project voor agenda-functies. Het wordt ontwikkeld in het kader van het Mozilla-project. 
Zoals bij andere Mozilla-projecten, is Mozilla Calendar platformonafhankelijk en wordt voor de gebruikersinterface XUL gebruikt. De code werkt op Microsoft Windows, Linux (zowel op PC als op PowerPC) en op Mac OS X.
Het Mozilla Calendar-project werd aangekondigd door de Mozilla Organization (nu de Mozilla Foundation) in oktober 2001. De oorspronkelijke code werd geleverd door het bedrijf OEone (nu Axentra) dat deze had ontwikkeld voor het gebruik in het eigen systeem "Homebase Desktop" dat op Mozilla gebaseerd was. Het project werd oorspronkelijk geleid door OEone-werknemer Mike Potter.
Het oorspronkelijk plan was om Mozilla Calendar te integreren in de Mozilla Suite, samen met andere componenten. Hier stapte men echter vanaf toen de Mozilla Foundation besliste om zich te concentreren op de "alleenstaande" programma's in plaats van de geïntegreerde suite.
Het project kende een tegenslag in maart 2003 toen OEone besliste om hun bijdragen te verminderen. Enkele maanden later, in juli 2003, trok Mike Potter zich terug als hoofd van het project, en droeg de leiding over aan een andere OEone-werknemer, Mostafa Hosseini. Er werd ook aangekondigd dat toekomstige ontwikkeling gericht zou worden op de creatie van een stand-alone versie van de Mozilla Calendar.
Mozilla Calendar is gebaseerd op de iCalendar-standaard.

## Sunbird
Mozilla Sunbird is de standalone versie van Mozilla Calendar, aangekondigd in juli 2003. De ontwikkeling van Sunbird is gestopt.

## Lightning
Het Lightning project, aangekondigd op 22 december 2004 heeft tot doel een extensie te creëren die kalender- en planningsfunctionaliteit toevoegt aan Thunderbird.
Het Lightning-project werd geleid door Mike Shaver, sinds lang een Mozilla-vrijwilliger, die later werkte in de technische staf van Oracle. 